# Alfons Braeckman
Alfons (Alphonse) Braeckman (Oostakker, 29 januari 1827 – Sint-Amandsberg, 20 juli 1914) was de eerste burgemeester van Sint-Amandsberg. Hij was het tweede kind van Christiaan Marie Braeckman uit Oostakker (1788) en Theresia Van Hecke uit Lochristi. In de geboorteakte staat hij geregistreerd als Alphonsius Braeckman. De andere kinderen in het gezin waren Zeno (1825), Octavie (1828) en Vitalie (1830). Vader Christiaan was olieslager en eigenaar van een stenen graan- en oliewindmolen, die bekend stond als de Molen Braeckman. Deze stond in de omgeving van de huidige Halvemaanstraat in Sint-Amandsberg en werd gesloopt in 1870. 
Alfons was beroepshalve molenaar en koopman in hout. Hij huwde met Marie Hortense Hebbelynck (1828) in Merelbeke. Het kinderloos gebleven koppel woonde op de Antwerpsesteenweg 138 bis in Sint-Amandsberg (toen Oostakker). Op 28 september 1869 overleed zijn echtgenote. Hij hertrouwde op 23 november 1871 met Rosalie Fiévé. Dit huwelijk bezorgde hem evenmin nakomelingen. Hij werd opnieuw weduwnaar op 4 juni 1902 en overleed op 20 juli 1914. Hij kreeg de eretekens van Ridder in de Leopoldsorde, het Burgerlijk Kruis Eerste Klasse en de Herinneringsmedaille van de Regering van Z.M. Leopold II.

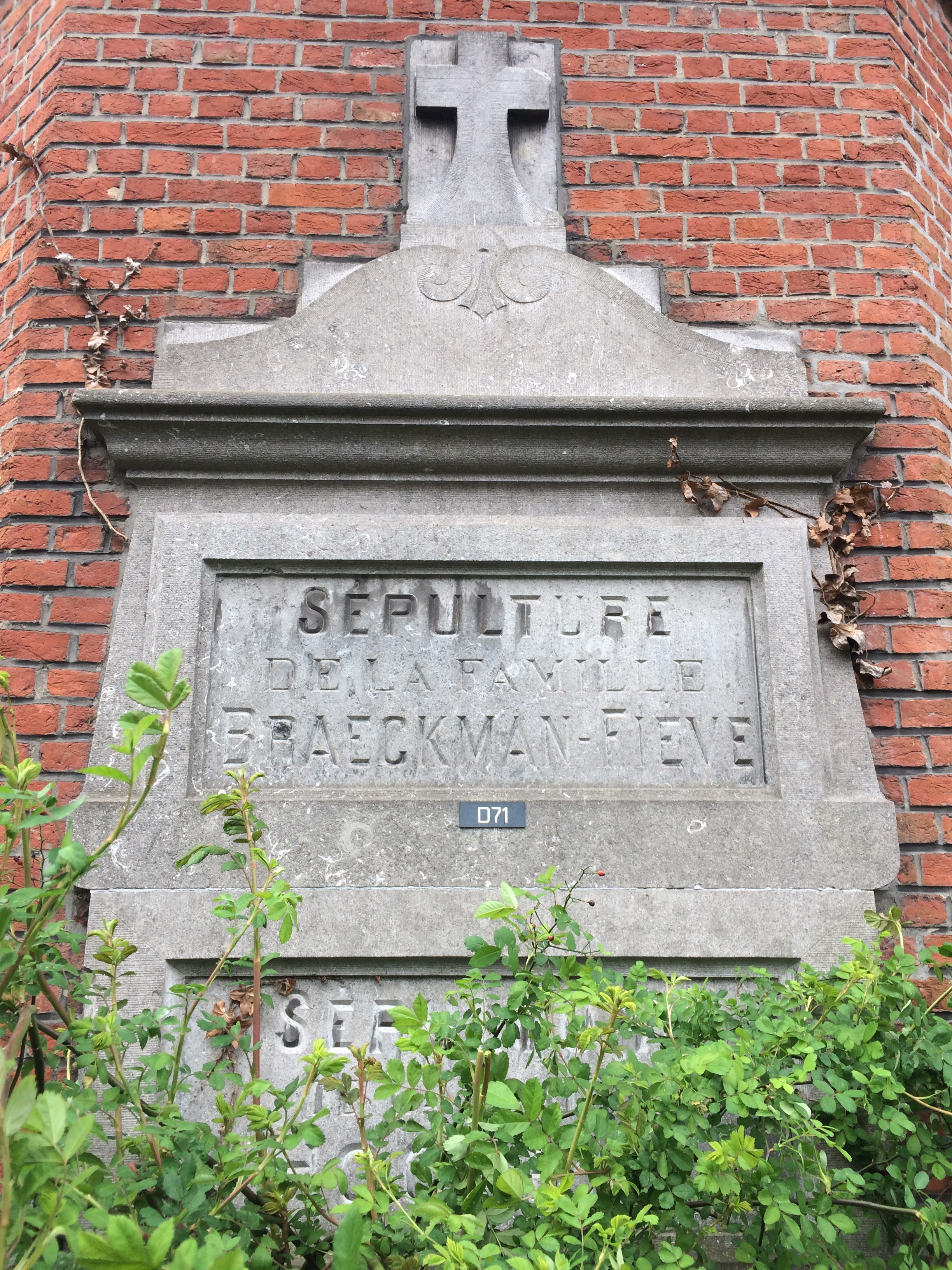
Grafzerk van Alfons Braeckman en zijn tweede echtgenote Rosalie Fiévé op Campo Santo

## Politiek leven
Sinds 1847 was Sint-Amandsberg een afzonderlijke parochie als wijk van Oostakker. De wet van 20 mei 1872 maakte er een onafhankelijke gemeente van. Alfons Braeckman – tot dan schepen in Oostakker – werd benoemd als de eerste burgemeester en bleef dat van september 1872 tot in 1895. Bij de gemeenteraadsverkiezingen op 1 juli 1872 verkreeg hij 122 stemmen van de 183 ingediende stembriefjes. Op 2 september 1872 legde hij de eed af bij de arrondissementscommissaris in Gent. Het Koninklijk Besluit van 15 juni 1872 bepaalde dat de gemeente elf raadsleden zou tellen; zijn neef Victor Braeckman en Camiel Van de Weyer waren de twee schepenen. Het bestuur van de toenmalige Katholieke Partij had een absolute meerderheid tot 1970, toen ze in coalitie met de socialisten ging. Bij de verkiezingen van 1899 en 1903 smeedden de liberalen nochtans tevergeefs een coalitie met de socialisten om de heerschappij van de katholieken te breken. In 1977 werd Sint-Amandsberg deel van de fusiegemeente Gent.
De eerste vergadering van de gemeenteraad vond plaats in de gemeenteschool. Daarna huurde de gemeente een lokaal in de herberg In het Engelsch Paard, eigendom van burgemeester Alfons Braeckman, waar de bieren van de aan de overkant gelegen brouwerij Leopold Braeckman aan de man werden gebracht.

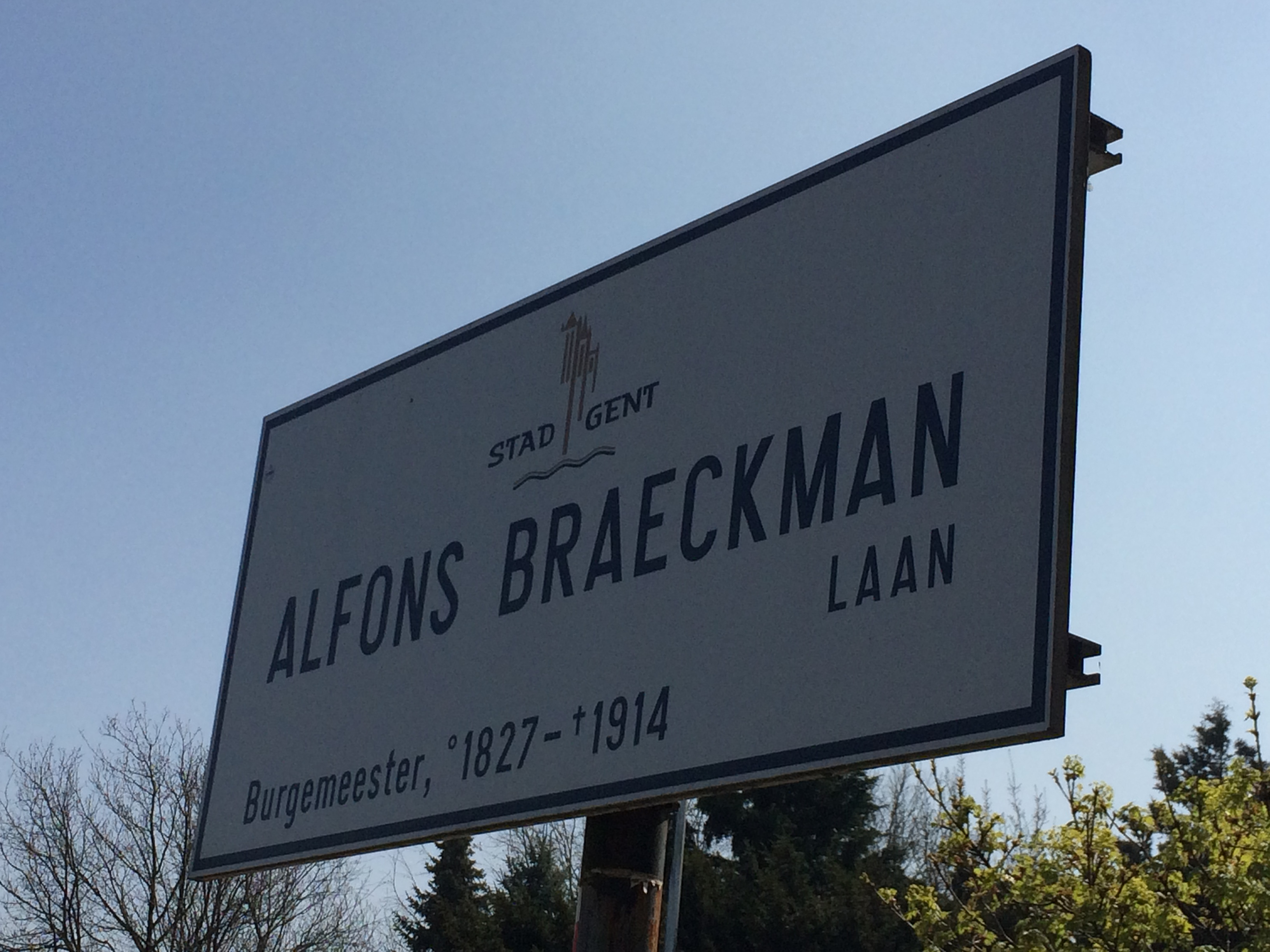
De Alfons Braeckmanlaan in de wijk Westveld in Sint-Amandsberg

## Zijn neef Victor, tweede burgemeester van Sint-Amandsberg
Victor Braeckman (Oostakker, °29 januari 1839) volgde zijn neef Alfons in 1895 op als burgemeester. Hij was de zoon van de brouwer Leopold Braeckman en huwde met Marie Van Biesen (Baasrode, °1 juli 1848). Hij woonde eveneens op de Antwerpsesteenweg, nummer 147. Samen met zijn moeder was hij de bouwheer van het neogotisch herenhuis De Kappelle, ontworpen door de architect Modeste de Noyette en aangebouwd aan de toenmalige brouwerij. Modeste was de architect van de Leopoldskazerne in Gent en van het eerste gemeentehuis van Sint-Amandsberg. Het werd ingehuldigd in september 1883. Alfons Braeckman ontvouwde de plannen op 12 april 1877. De gotische zaal van het herenhuis gebruikte Victor tijdens zijn ambt als burgemeester voor ontvangsten en recepties. Het huis is vandaag onroerend erfgoed.
Victor was provincieraadslid en burgemeester van Sint-Amandsberg tot bij zijn overlijden op 29 februari 1908. Voorheen was hij al gemeenteraadslid in Oostakker vanaf het jaar 1866.

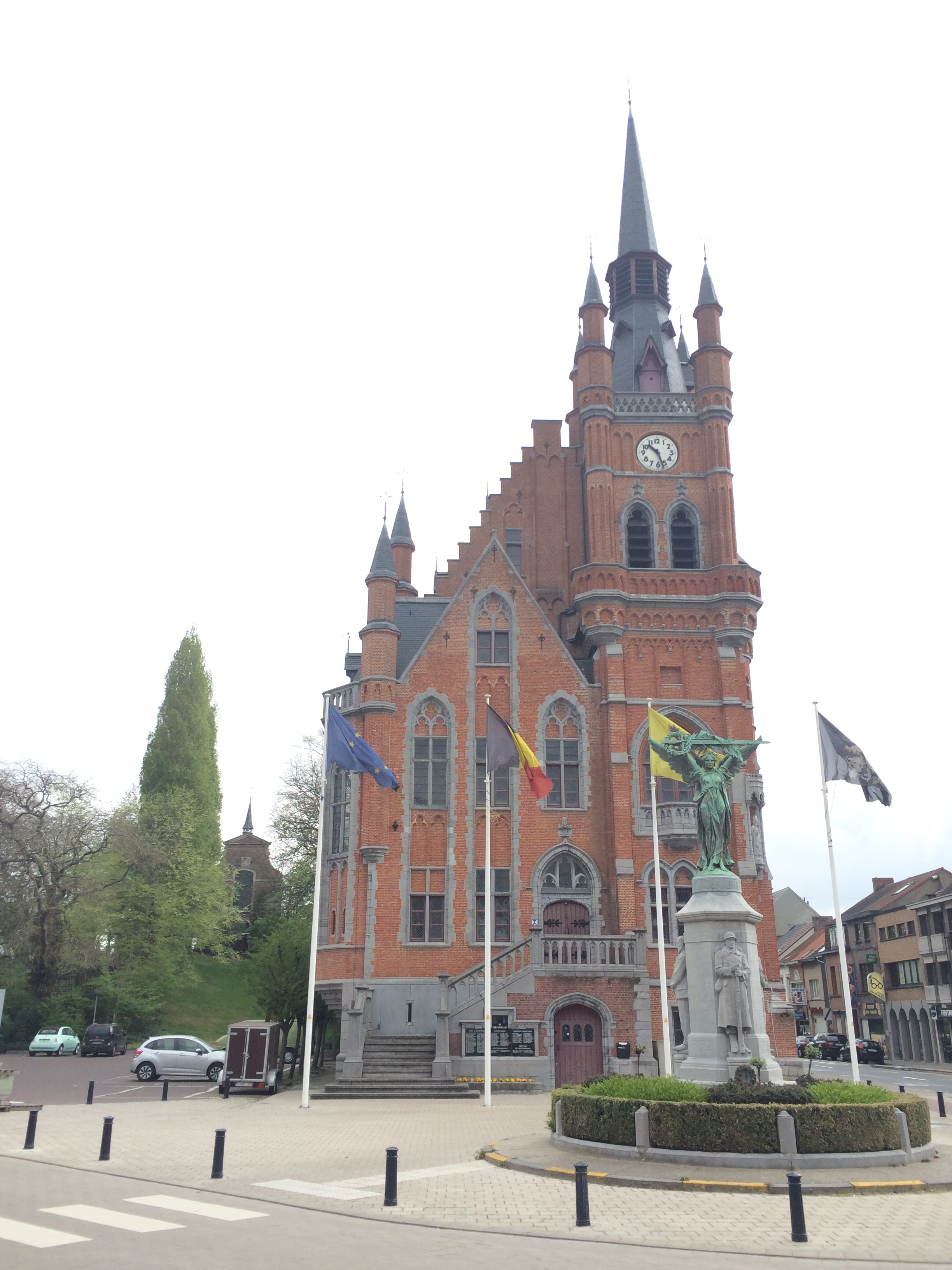
Het voormalig gemeentehuis van Sint-Amandsberg

## Politieke familie
De familie Braeckman drukte haar stempel op Oostakker en Sint-Amandsberg. Frederik Braeckman, zeepzieder in Sint-Amandsberg, belandde in 1842 in de gemeenteraad van Oostakker en was daar in 1848 schepen voor de liberalen. In 1860 verloor hij zijn zetel en in 1863 verdwenen de liberalen uit de gemeenteraad. Bij de tweede gemeenteraadsverkiezingen in Sint-Amandsberg op 26 oktober 1875 – de helft van de gemeenteraadsleden moest om de drie jaar vervangen worden – worden Victor Braeckman en Benoit Braeckman verkozen als raadsleden. Benoit Braeckman bekleedde nog een schepenambt na de verkiezingen van 17 november 1895. Daarna bleef het politieke bloed aanwezig. De parochiale school van Sint-Amandus die onderwijs verschafte van september 1910 tot juni 1958 heette de Braeckmanschool. Jozef Braeckman werd schepen in Sint-Amandsberg in 1933 en in 1951 was hij waarnemend burgemeester na het overlijden van Gustaaf Haemers. Hij was als oud-strijder uit de Eerste Wereldoorlog populair.